# Milano-Torino 1949
La Milano-Torino 1949, trentacinquesima edizione della corsa, si svolse il 13 marzo 1949 su un percorso di 205 km. La vittoria fu appannaggio dell'italiano Luigi Casola, che completò il percorso in 5h41'00", precedendo i connazionali Aldo Bini e Italo De Zan.

## Ordine d'arrivo (Top 10)
| Pos. | Corridore          | Squadra          | Tempo    |
| ---- | ------------------ | ---------------- | -------- |
| 1    | Luigi Casola       | Benotto          | 5h41'00" |
| 2    | Aldo Bini          | Benotto          | s.t.     |
| 3    | Italo De Zan       | Atala            | s.t.     |
| 4    | Olimpio Bizzi      | Edelweiss        | s.t.     |
| 5    | Alfredo Martini    | Tebag            | s.t.     |
| 6    | Fiorenzo Magni     | Wilier-Triestina | s.t.     |
| 7    | Silvio Pedroni     | Fréjus           | s.t.     |
| 8    | Renzo Zanazzi      | Viscontea        | s.t.     |
| 9    | Quirino Toccacelli | Viscontea        | s.t.     |
| 10   | Sergio Pagliazzi   | Atala            | s.t.     |